# Galium carmenicola
Galium carmenicola är en måreväxtart som beskrevs av Lauramay Tinsley Dempster. Galium carmenicola ingår i släktet måror, och familjen måreväxter. Inga underarter finns listade i Catalogue of Life.